# داینتیکس
داینتیکس (انگلیسی: Dynetics) شرکت هوافضای آمریکایی است، که در سال ۱۹۷۴ تأسیس شد.